# Cahiers d'études sur la Méditerranée orientale et le monde turco-iranien
Les Cahiers d'études sur la Méditerranée orientale et le monde turco-iranien (Cemoti) sont une revue de sciences sociales et politiques, qui se donne pour but l’étude d’une région précise mais relativement vaste qui s’étend de l’Europe du Sud à l’Asie centrale en passant par le Moyen-Orient et le Caucase. 

## Présentation
L’accent est mis aussi sur les communautés immigrées et les diasporas grecque, turque et chypriote en France, en Allemagne et dans toute l’Europe. La revue publie des numéros thématiques.
Les Cahiers d'études sur la Méditerranée orientale et le monde turco-iranien (Cemoti) ont été fondés en 1985, à l'initiative de Semih Vaner, directeur de recherche au Ceri (Centre d'études et de recherches internationales), laboratoire de Sciences-Po associé au CNRS. Ils sont édités et diffusés depuis cette date par l'Afemoti.
Revue semestrielle de sciences sociales et politiques, elle s'est efforcée dès l'origine de ne négliger aucun aspect des sociétés de sa zone d'études. Les thèmes abordés vont donc du « contentieux gréco-turc » (numéros un et deux) à la "Communauté européenne et la Turquie devant la question de l'adhésion : approche culturelle d'une relation politique" (n° 8 et 10) en passant par « Espace musical, espace historique » en Turquie et en Iran (no 11) ou encore « L'immigration turque en France et en Allemagne » (no 13).

## Histoire de la revue
1989 est l'année de la deuxième naissance des Cemoti. Ils deviennent à cette date une véritable revue dotée d'un comité de rédaction et d'un conseil scientifique. Leur création est encouragée dès l'origine par le Ceri qui met à la disposition de la publication des moyens matériels (local, fax, frais d'envoi, etc) et financiers, et le Centre national du livre (CNL) qui lui accorde une subvention. La revue ne va cesser ensuite de s'étoffer pour satisfaire la demande croissante d'informations en provenance de sa région d'étude.
Ainsi en 1991, l'ouverture, avec la chute du communisme, de nouveaux champs d'études (Asie centrale, Caucase) pousse les Cemoti à s'adapter à un nouveau contexte. Ils subissent donc un changement de maquette et doublent leur nombre de pages (ils passent de 100 à 200 par numéros). Ce même souci de s'adapter à la demande d'informations, couplé à la volonté de son équipe éditoriale d'assurer la plus grande qualité scientifique au travail fourni vont présider à la refondation des Cemoti en 1993 qui passent un palier supplémentaire en devenant une revue semestrielle de 350 pages par numéro, présentée dans une maquette totalement repensée et tirant à 700 exemplaires.
La revue bénéficie de nombreux soutiens et partenaires. Le Centre d’études et de recherches internationales (Ceri) de la Fondation nationale des sciences politiques en premier lieu. Ce laboratoire héberge en effet l’association et lui offre l’infrastructure nécessaire  à son développement. Le Centre national du livre (CNL) fut aussi, pratiquement dès les débuts l’un des premiers partenaires. Il continue d'apporter un appui important à la revue. À ces soutiens sont venus s’ajouter celui du Fasild et du CNRS.
La revue est accessible en texte intégral sur OpenEdition Journals. Elle y est propulsée par le  CMS libre Lodel. Certains numéros sont en texte intégral, pour certaines années seuls des sommaires enrichis sont disponibles.
La revue a arrêté sa publication avec le numéro 39-40 en 2006. La revue Anatoli lui fait suite à partir de 2010.